# Distretto di Bat-Ôlzij
Il distretto di Bat-Ôlzij è uno dei diciannove distretti (sum) in cui è suddivisa la provincia del Ôvôrhangaj, in Mongolia. Conta una popolazione di 6.189 abitanti (censimento 2008). 